# Wacek Komar
Wacław Komar —conegut a Espanya com Wacek Komar— el nom real del qual era Mendel Kossoj (1909 - 1972) va ser un polític polonès d'origen jueu, membre del Partit Comunista de Polònia que va participar en la Guerra Civil Espanyola en les Brigades Internacionals i posteriorment va arribar a ser cap del Servei d'Intel·ligència Militar i comandant del Cos de Seguretat Interna de Polònia (KBW), on va sofrir les purgues de Stalin contra els jueus.
Entre 1927 i 1931 va ser oficial de l'Exèrcit Roig en la Unió Soviètica. El Komintern ho va reclutar més tard, manant-ho a Txecoslovàquia i Alemanya. En Espanya es va integrar, com molts altres polonesos, en el batalló Dabrowski, dins de les Brigades Internacionals que van combatre contra el feixisme i en defensa de la legalitat republicana en la guerra civil. Va arribar a estar al comandament d'aquest batalló i més tard de la 129a Brigada Internacional. En acabar la guerra ho va fer amb el grau militar de major. Va fugir a França on es va allistar en l'exèrcit polonès, si bé va ser detingut i va passar la major part de la Segona Guerra Mundial en camps de concentració. Va sobreviure a la guerra i a l'Holocaust i durant algun temps va estar en la missió militar de Polònia en París. De retorn al seu país, va ser cap del Servei d'Intel·ligència Militar fins a caure en desgràcia per la seva condició de jueu, sent primer destituït i més tard detingut. En 1955 va ser posat en llibertat i rehabilitat, i va dirigir un temps el Cos de Seguretat Interna, sent destacat en la prevenció de la intervenció soviètica a l'aixecament dels treballadors contra el govern polonès en 1956. En la dècada de 1960 va ocupar alts càrrecs en el ministeri d'Interior fins a abandonar l'activitat política en 1967.